# 필승

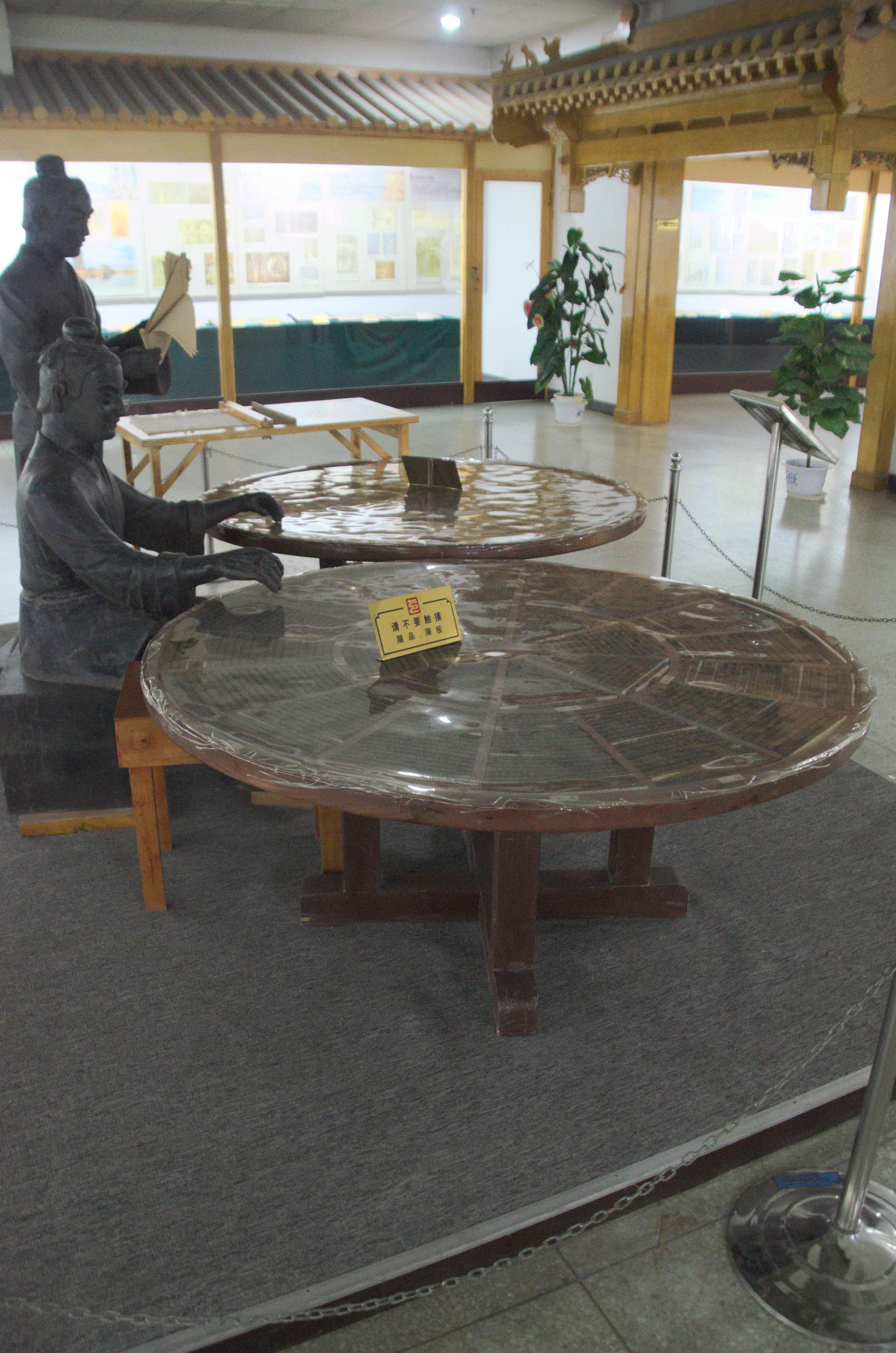
필승의 발명품

필승(畢昇, 972년 ~ 1051년)은 중국의 공학자, 그리고 세계 최초의 활자 기술의 발명가이다. 필승의 시스템은 중국 도자기로 만들어졌고 1039년부터 1048년 사이 송나라 중기에 발명되었다.

## 같이 보기
- 요하네스 구텐베르크
- 인쇄기
- 목판 인쇄